# Midob (Ethnie)
Die Midob sind eine Ethnie, die in der sudanesischen Provinz Nord-Darfur in der Umgebung der Stadt Malha lebt. Sie sprechen Midob und ihre Bevölkerungszahl wird auf etwa 50.000 geschätzt.
Midob sind traditionell halbnomadische Kamel-, Rinder-, Schaf- und Ziegenhirten, deren Siedlungsgebiet nordöstlich der Berti liegt. Aufgrund langanhaltender Dürreperioden sind viele Midob ab den 1980er Jahren nach Süden und in die Städte gezogen. Bei der Suche nach Arbeitsmöglichkeiten und Handelskontakten waren sie weniger erfolgreich als die benachbarten Zaghawa, die zur selben Zeit ausgewandert sind.